# (246877) 1995 DZ2
1995 دي زد 2 (ويعرف أيضًا باسم (246877) 1995 دي زد 2 وفق تسمية الكوكب الصغير) (بالإنجليزية: 1995 DZ2)‏؛ هو كويكب ضمن حزام الكويكبات.
اكتُشف هذا الجُرم الفلكي بواسطة روبرت إتش ماكنوت في 24 فبراير 1995، وترتيبه 246877 من حيث الاكتشاف.

## الوصف
اكتُشف 2468771995DZ في 24 فبراير 1995 في مرصد سايدنغ سبرينغ، الواقع في وارومبونغل، نيوساوث ويلز في أستراليا، بواسطة عالم الفلك البريطاني روبرت إتش ماكنوت. وقد رصد المشروع 126 مشاهدة للكويكب إلى غاية 25 أغسطس 2021 بتوقيت منطقة المحيط الهادئ، أي في مدة قدرها 9,656 يومًا (26.5 عام). تستغرق الفترة المدارية للكويكب 1,330 يومًا (3.6 عام).

## الخصائص المدارية
يتميز مدار هذا الكويكب بنصف محور رئيسي يبلغ 2.37 وحدة فلكية، وحضيض قدره 1.8 وحدة فلكية، وانحراف قدره 0.241 وزاوية ميلان 22.4 درجة بالنسبة لمسار الشمس. بسبب هذه الخصائص، أي نصف المحور الرئيسي بين 2 و3.2 وحدة فلكية وحضيض أكبر من 1,666 وحدة فلكية، يُصنف هذا الجُرم الفلكي وفقًا لقاعدة بيانات مختبر الدفع النفاث لأجرام النظام الشمسي الصغيرة كائنًا من حزام الكويكبات الرئيسي.

## الخصائص الفيزيائية
يُقدر القدر المطلق (H) لـ2468771995DZ بـ16.63 ووضاءته بـ0.233، مما يمكِّن تقدير قطره بـ 1.586كم. استُخلصت هذه النتائج بفضل ملاحظات مستكشف الأشعة تحت الحمراء عريض المجال (WISE)، وهو مرصد فضائي أمريكي وُضع في المدار في عام 2009 ويراقب السماء بأكملها بالأشعة تحت الحمراء، في عام 2011، نُشرت النتائج الأولى المتعلقة بالكويكبات من الحزام الرئيسي.

## وصلات خارجية
- (246877) 1995 DZ2 في قاعدة بيانات مختبر الدفع النفاث لأجرام النظام الشمسي الصغيرة

- الاكتشاف · مخطط المدار ·  العناصر المدارية · المعلمات المادية

- (246877) 1995 DZ2 على موقع ويكي سكاي: DSS2, SDSS, GALEX, IRAS, Hydrogen α, X-Ray, Astrophoto, Sky Map, Articles and images